# Jacopo Scannapecora
Jacopo Scannapecora (falecido em 1506) foi um prelado católico romano que serviu como bispo de Massa Lubrense (1466–1506).

## Biografia
No dia 15 de janeiro de 1466, Jacopo Scannapecora foi nomeado pelo Papa Paulo II como Bispo de Massa Lubrense. Serviu como Bispo de Massa Lubrense até à sua morte em 1506.
Enquanto bispo, foi o co-consagrador principal de Scipione Cicinelli, arcebispo de Sorrento.